# Huáscar
Inti Cusi Huallpa Huáscar, född omkring 1500, död 1532 eller 1533, var Inkarikets siste legitime härskare (Sapa Inka). 
Huascar var son till Huayna Capac och Chuqui Huipa och gift med sin syster Chuqui Huipa.  Han var arvtagare av inkariket efter att hans far Huayna Capac och äldre bror Ninan Cuyochi dött i smittkoppor i ett fälttåg nära Quito 1527, men då fadern älskat den utomäktenskaplige sonen Atahualpa mer, fick även denne en del av riket. Inbördeskrig utbröt mellan Huascar och Atahualpa. 
Huascar tillfångatogs slutligen av Atahualpa, men kort därpå blev Atahualpa själv tillfångatagen av Francisco Pizarro. För att bli fri lovade han att fylla sitt fängelse – lösenrummet – med guld så långt upp han nådde. Huascar fick på något sätt reda på det och sände bud till Pizarro om att han skulle betala ännu mer i lösen än Atahualpa och dessutom gå med på att bli spansk marionettinka i Sydamerika. Pizarro var intresserad, men innan de hann gå med på någon uppgörelse hade Atahualpa gett Huascars vakter order om att döda Huascar. Han fördes ut till floden Adamarca där han dränktes. Eftersom Atahualpa dödades av Pizarro (efter att han först betalat lösesumman) fanns ingen som kunde leda resterna av inkaarmén mot Pizarro, varför Peru blev spanskt.